# Camptoneuromyia
Camptoneuromyia is een muggengeslacht uit de familie van de galmuggen (Cecidomyiidae).

## Soorten
- C. adhesa (Felt, 1907)
- C. flavescens (Felt, 1908)
- C. fulva Felt, 1908
- C. hamamelidis (Felt, 1907)
- C. petioli Mamaeva, 1964
- C. rubifolia Felt, 1908
- C. virginica (Felt, 1907)